# Будринская-1
Будринская-1 — деревня в Тарногском районе Вологодской области.
Входит в состав Верховского сельского поселения, с точки зрения административно-территориального деления — в Верховский сельсовет.
Расстояние по автодороге до районного центра Тарногского Городка — 42 км, до центра муниципального образования Верховского Погоста — 3,5 км. Ближайшие населённые пункты — Калугинская, Яфановская, Власьевская.
По переписи 2002 года население — 6 человек.